# Аппер-Сент-Клер Тауншип (округ Аллегені, Пенсільванія)
Аппер-Сент-Клер Тауншип (англ. Upper St. Clair Township) — селище (англ. township) в США, в окрузі Аллегені штату Пенсільванія. Населення — 21 160 осіб (2020).

## Демографія
Згідно з переписом 2010 року, у селищі мешкало 19 229 осіб у 6976 домогосподарствах у складі 5662 родин. Було 7287 помешкань
Расовий склад населення:
| - 92,1 % — білих - 5,7 % — азіатів - 0,8 % — чорних або афроамериканців |

До двох чи більше рас належало 1,0 %. Частка іспаномовних становила 1,3 % від усіх жителів.
За віковим діапазоном населення розподілялося таким чином: 27,8 % — особи молодші 18 років, 56,0 % — особи у віці 18—64 років, 16,2 % — особи у віці 65 років та старші. Медіана віку мешканця становила 44,3 року. На 100 осіб жіночої статі у селищі припадало 96,5 чоловіків;  на 100 жінок у віці від 18 років та старших — 91,6 чоловіків також старших 18 років.
Середній дохід на одне домашнє господарство  становив 146 358 доларів США (медіана — 112 929), а середній дохід на одну сім'ю — 163 063 долари (медіана — 126 003). Медіана доходів становила 102 540 доларів для чоловіків та 53 787 доларів для жінок. За межею бідності перебувало 2,8 % осіб, у тому числі 1,6 % дітей у віці до 18 років та 3,2 % осіб у віці 65 років та старших.
Цивільне працевлаштоване населення становило 8751 особа. Основні галузі зайнятості: освіта, охорона здоров'я та соціальна допомога — 28,3 %, науковці, спеціалісти, менеджери — 17,1 %, фінанси, страхування та нерухомість — 11,5 %, виробництво — 9,6 %.